# Floyd Abrams

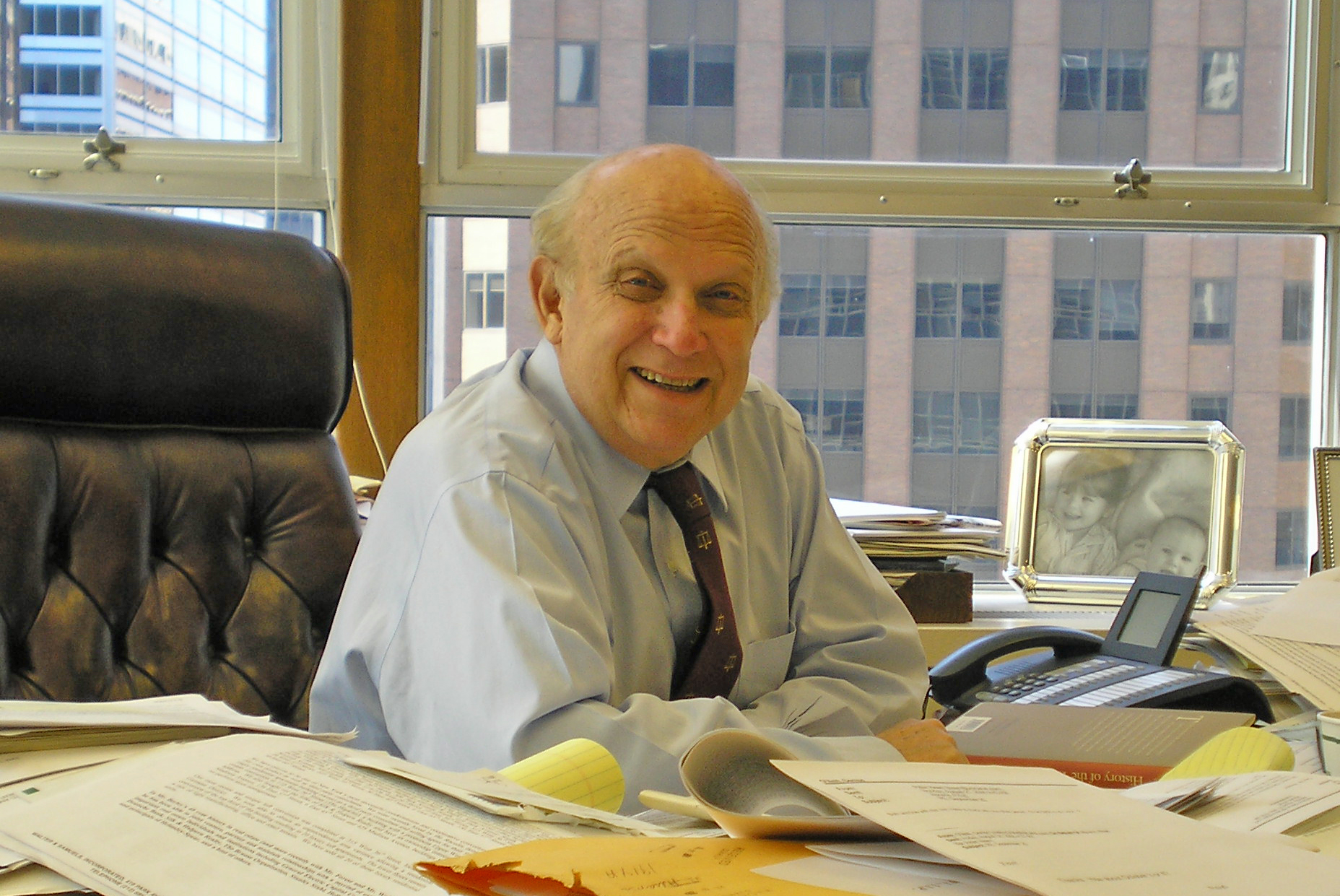
Floyd Abrams

Floyd Abrams (9 juli 1936) is een Amerikaans advocaat en gasthoogleraar aan Columbia University Graduate School of Journalism. Hij is een expert in staatsrecht en meerdere van zijn argumenten die hij heeft geschreven voor het Amerikaanse Hooggerechtshof zijn opgenomen in het interpretatieve staatsrecht. Abrams studeerde aan Cornell-universiteit in 1956 en kreeg zijn Juris Doctor aan Yale Law School in 1960.